# Lionel Newman
Lionel Newman (New Haven, 4 de enero de 1916 - Los Ángeles, 3 de febrero de 1989) fue un compositor de canciones estadounidense; era hermano del también compositor Alfred Newman y tío de Randy Newman, David Newman y Thomas Newman.
Newman ganó el premio Óscar a la mejor banda sonora en 1969 por crear la música de la película Hello, Dolly! junto a Lennie Hayton. Además fue nominado en otras diez ocasiones, en la misma categoría de bandas sonoras o en la de mejor canción original como por ejemplo en 1938 con la canción The Cowboy and the Lady para la película homónima.

## Premios y distinciones
Premios Óscar
| Año  | Categoría                                  | Película             | Resultado |
| ---- | ------------------------------------------ | -------------------- | --------- |
| 1939 | Mejor canción original                     | El vaquero y la dama | Nominado  |
| 1951 | Mejor orquestación de una película musical | I'll Get By          | Nominado  |
| 1955 | Mejor orquestación de una película musical | Luces de candilejas  | Nominado  |
| 1957 | Mejor orquestación de una película musical | El encanto de vivir  | Nominado  |
| 1959 | Mejor orquestación de una película musical | Martes de carnaval   | Nominado  |
| 1960 | Mejor orquestación de una película musical | Dame una oportunidad | Nominado  |
| 1961 | Mejor orquestación de una película musical | Let's Make Love      | Nominado  |
| 1966 | Mejor orquestación de una película musical | En busca del amor    | Nominado  |
| 1968 | Mejor orquestación de una película musical | Doctor Dolittle      | Nominado  |
| 1969 | Mejor orquestación de una película musical | Hello, Dolly!        | Ganador   |